# Discopsis militare
Discopsis militare is een slakkensoort uit de familie van de Tornidae. De wetenschappelijke naam van de soort is voor het eerst geldig gepubliceerd in 1872 door Jousseaume.